# 延喜格
延喜格（えんぎきゃく）は、平安時代の延喜7年（907年）11月に完成し、翌年12月の宣旨によって施行された格。

## 概要
醍醐天皇の命により編纂され、貞観11年（869年）から延喜7年（907年）までの詔勅・太政官符のうち重要なものを取捨選択して各省毎に配列した。当初は全10巻であったが、臨時格2巻が追加され全12巻となった。
編纂者を直接示す記録は無いが、臨時格を追加したときに編纂に関与した者として左大臣藤原時平の名が総裁としてあげられ、ほかに藤原定国（大納言・右近衛大将）・三善清行（文章博士）・大蔵春行（民部大輔）・藤原善経（明法博士）の名もあげられており、「延喜格」の編纂者もほぼ同じ人員構成であったと考えられている。
編纂に当たっては「弘仁格」「貞観格」に既出のもの、当時廃止されていたものは掲載せず、文章が長いものは削り、以前の格で内容が不十分・不明確であったものは加筆訂正し、行われていない部分は削除するなどの修正が施されている。
「延喜格」の原文は現存しないが、『類聚三代格』や惟宗允亮の『政事要略』に多くが引用されており、その相当部分の内容を知る事が出来る。

## 構成
- 巻一 神祇官・中務省
- 巻二・巻三 式部省
- 巻四・巻五 治部省
- 巻六・巻七 民部省
- 巻八 兵部省
- 巻九 刑部省・大蔵省・宮内省・弾正台・京職
- 巻十 雑格（その他）
- 巻十一・巻十二 臨時格（追加分）